# Prochilodus brevis
Prochilodus brevis är en fiskart som beskrevs av Steindachner, 1875. Prochilodus brevis ingår i släktet Prochilodus och familjen Prochilodontidae. Inga underarter finns listade i Catalogue of Life.